# Río Kalchik
El río Kálchik (en ucraniano, Кальчик, Kalchyk) es un corto río  de Ucrania, un afluente del río Kalmius que fluye desde Listvanka hasta desembocar cerca de la ciudad de Mariúpol. Discurre por el óblast de Donetsk y el óblast de Zakarpatia y su longitud es de 88 km.
Fue el lugar donde se celebró la batalla del río Kalka entre el Imperio mongol y la Rus de Kiev en 1223.